# Élection présidentielle ukrainienne de 1991
 (mars 2025).
Si vous disposez d'ouvrages ou d'articles de référence ou si vous connaissez des sites web de qualité traitant du thème abordé ici, merci de compléter l'article en donnant les références utiles à sa vérifiabilité et en les liant à la section « Notes et références ».
L’élection présidentielle ukrainienne de 1991 se tient le 1er décembre 1991 afin d’élire le président de l'Ukraine. Cette élection est la première de ce type après l'indépendance de l'Ukraine.

## Modalités
En vertu de la Constitution ukrainienne de 1978, le président de l'Ukraine est élu pour cinq ans au suffrage universel direct. La législation précise qu’il est élu au scrutin uninominal majoritaire à deux tours. Son mandat est renouvelable une fois de manière consécutive.

## Résultats
| Candidat               | Voix       | %     |
| ---------------------- | ---------- | ----- |
| Leonid Kravtchouk      | 19 643 481 | 61,59 |
| Viatcheslav Tchornovil | 7 420 727  | 23,27 |
| Levko Lukyanenko       | 1 432 556  | 4,49  |
| Volodymyr Hrynyov      | 1 329 758  | 4,17  |
| Ihor Yukhnovskyi       | 554 719    | 1,74  |
| Leopold Taburianskyi   | 182 713    | 0,57  |